# Pedro Simón Llorente
Pedro Simón Llorente (n. Palacios de la Sierra (Burgos); 1897 - f. Paterna (Valencia), 18 de enero de 1940). Político y sindicalista castellano. 
Pedro Simón Llorente resultó elegido Alcalde de Palacios de la Sierra en abril de 1931 y organizó el primero de mayo de aquel año en la localidad, en el marco del cual se solicitó que la naciente república fuera federal sin privilegios (federalismo simétrico). Con fecha de 19 de mayo de 1931, el Ayuntamiento de Palacios, presidido por él, instó a la Diputación de Burgos a convocar una asamblea de municipios para que los ayuntamientos pudieran exponer su opinión para la redacción del Estatuto de Castilla. En esa misma instancia de 19 de mayo de 1931, publicada el 23 de mayo en Diario de Burgos, para argumentar la necesidad de un estado federado para Castilla, se pusieron como ejemplos los estados de Estados Unidos y los cantones suizos, soberanos e independientes entre sí.
Fue presidente del Sindicato de Oficios Varios de UGT y fue un gran orador conocedor de las necesidades materiales de los trabajadores. Publicó un bando contra el Estado de Guerra en 1936 y se vio obligado a huir al monte.
A lo largo de su carrera política proclamó ideas innovadoras, desde el ayuntamiento de Palacios acordaron en un pleno <<que por esta alcaldía se eleve respetuosa instancia a la Excma. Diputación para que convoque una asamblea de municipios burgaleses y aún más factible a toda la región Castellana para regular la Autonomía que por derecho se nos debe conceder>>  y siempre luchó por los derechos sociales, eso chocaba "con los intereses de la jerarquía local", poniéndole así en el punto de mira de los sublevados del 18 de julio de 1936. Según el expediente del Tribunal de Responsabilidades Políticas (TRP), tras pasar tres meses en los montes de la Sierra Burgalesa, Pedro Simón pasó a Guadalajara e ingresó en el ejército republicano -enero de 1937- como cabo de transmisiones de aviación .
Fue recluido en el penal de Valencia y condenado por delito de "adhesión a la rebelión" el 7 de diciembre de 1939. Murió fusilado en Paterna (Valencia) a inicios de 1940 cuando contaba con 43 años.